# Филипп I Араб
Це́зарь Марк Ю́лий Фили́пп А́вгуст (лат. Caesar Marcus Iulius Philippus Augustus; в историографии — Филипп I Араб, лат. Philippus Arabs; ок. 204, Трахонт — сентябрь 249, Верона) — римский император в 244—249 годах.
Происходил из римской провинции Аравия. При императоре Гордиане III он был назначен префектом претория. Филипп принимал участие в убийстве Гордиана III, после чего стал императором. Он начал своё правление с заключения мира с персами и установил хорошие отношения с римским сенатом. В апреле 248 года Филипп провёл празднование тысячелетия Рима. Летом того же года готы вторглись в дунайские провинции. Кроме того, появились императоры-узурпаторы на Балканах и Востоке. Чтобы справиться со всеми этими проблемами, император назначил Деция Траяна командующим дунайскими легионами, но популярность Деция среди солдат привела к тому, что этот человек был провозглашён императором. Филипп и его сын были убиты в битве при Вероне.
Филипп носил следующие победные титулы: «Персидский Величайший», «Парфянский Величайший» — с 244 года; «Карпийский Величайший», «Германский Величайший» — с 247 года.

## Жизнь до принятия власти
Марк Юлий Филипп родился около 204 года. Эта дата выводится из сообщения Пасхальной хроники, где говорится, что на момент смерти в 249 году Филиппу было 45 лет. Аврелий Виктор сообщает, что в 249 году Филипп был уже весьма зрелым и больным человеком. Так как в 243 году Филипп стал префектом претория, то, скорее всего, в этот момент ему было около сорока лет. Таким образом, сообщение Пасхальной хроники можно считать близким к истине.
Его родиной было поселение Шахба, расположенное приблизительно в 55 милях (89 километров) к юго-востоку от Дамаска, в Трахониде, которая принадлежала римской провинции Аравия. Филипп получил прозвище «Араб», потому что он происходил из Аравии. Его отцом был всадник Юлий Марин, бывший римским гражданином. Псевдо-Аврелий Виктор писал, что Марин якобы «был знаменитым атаманом разбойников». Многие историки согласны, что род Филиппа был арабского происхождения и что он сам получил римское гражданство от отца. Имя матери Филиппа неизвестно. У него был также брат — Гай Юлий Приск, входивший в состав преторианской гвардии при Гордиане III. Ранняя карьера Филиппа достаточно неясна. Скорее всего, он возвысился благодаря своему брату.
В 230-х годах Филипп женился на Марции Отацилии Севере, дочери римского наместника. У них в браке родился сын Филипп Младший в 238 году.

## Восхождение на престол

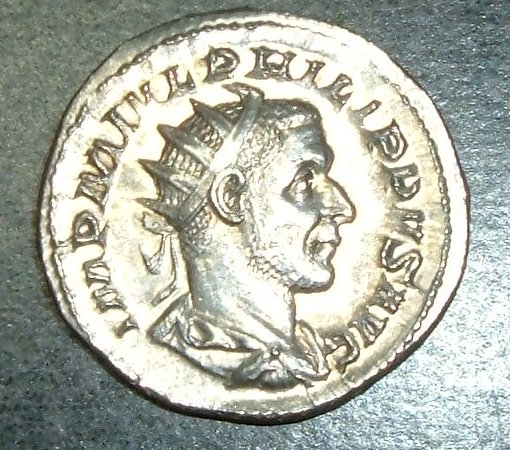
Антониниан с портретом Филиппа Араба

Возвышение Филиппа произошло в 243 году, когда во время кампании Гордиана III против сасанидской Персии он был назначен префектом претория после того, как предыдущий префект Аквила Тимесифей умер при невыясненных обстоятельствах (возможно его отравил сам Филипп). Брат Филиппа возвысил его для того, чтобы контролировать молодого императора и править за него империей в качестве неофициальных регентов. Филипп сумел настроить легионеров против правителя, обвиняя его в нехватке продовольствия, возникшей из-за того, что вовремя не прибыли корабли с зерном. После поражения, нанесённого ему персами, Гордиан III умер в 244 году при неизвестных обстоятельствах. Есть две версии гибели Гордиана: либо он был убит в результате заговора Филиппа, либо он погиб в бою (последнее утверждают также персидские источники). Во всяком случае, именно Филипп стал императором после смерти Гордиана и сообщил сенату, что император умер своей смертью. По словам Эдварда Гиббона:

Его восхождение от ничтожества к высшим ступеням имперской иерархии само по себе свидетельствовало, что этот человек отличался отвагой и недюжинными организаторскими способностями. Но отвага подтолкнула его к узурпации трона, а недюжинные способности пущены были в ход ради того, чтобы лишить власти своего не в меру доверчивого покровителя, вместо того, чтобы служить ему.

Филипп не хотел повторять ошибок предыдущих императоров и понимал, что он должен быстро вернуться в Рим, чтобы обеспечить поддержку сената. Тем не менее, его первой задачей было заключить мирный договор с персидским царём Шапуром I и предотвратить потенциально катастрофическую ситуацию, к которой могло привести дальнейшее нахождение римской армии в Месопотамии. Кроме того, армия была ослаблена после битвы при Массисе, окончившейся поражением римской стороны. Хотя Филипп и обвинялся в отказе от завоёванной территории, условия договора оказались не такими унизительными, какими их представляют. Мир был подписан на следующих условиях: Римская империя получает Малую Армению и Месопотамию (до Сингары) в полное владение и Великую Армению, находившуюся на самом деле под персидским владычеством, в формальную зависимость — поэтому Филипп присвоил себе титул «Персидский Величайший». Кроме того, он обязывался заплатить огромную контрибуцию персам в 500 000 золотых денариев. Филипп сразу же выпустил монеты с надписями «pax fundata cum Persis» (рус. мир, основанный с персами). Император также «наградил солдат щедрыми подарками».
После этого Филипп повёл свою армию до Евфрата, где к югу от Цирцессиума он приказал возвести кенотаф с восхвалительной надписью в честь Гордиана III, но прах покойного императора был отправлен в Рим. В Риме Гордиан был обожествлён. В то время в Антиохии Филипп оставил своего брата Приска в качестве экстраординарного правителя восточных провинций с титулом ректора Востока. Перемещаясь дальше на запад, император дал своему шурину Севериану под контроль провинции Мёзия и Македония. В конце лета 244 года Филипп вступил в Рим, где он был немедленно утверждён сенатом в качестве императора. До конца года император назначил своего маленького сына наследником, Цезарем и Предводителем молодёжи, а жену Отацилию Северу провозгласил Августой. Кроме того, Филипп обожествил своего отца Юлия Марина, хотя тот никогда не был императором, и поставил в его честь бронзовый бюст в Филиппополе.

## Правление

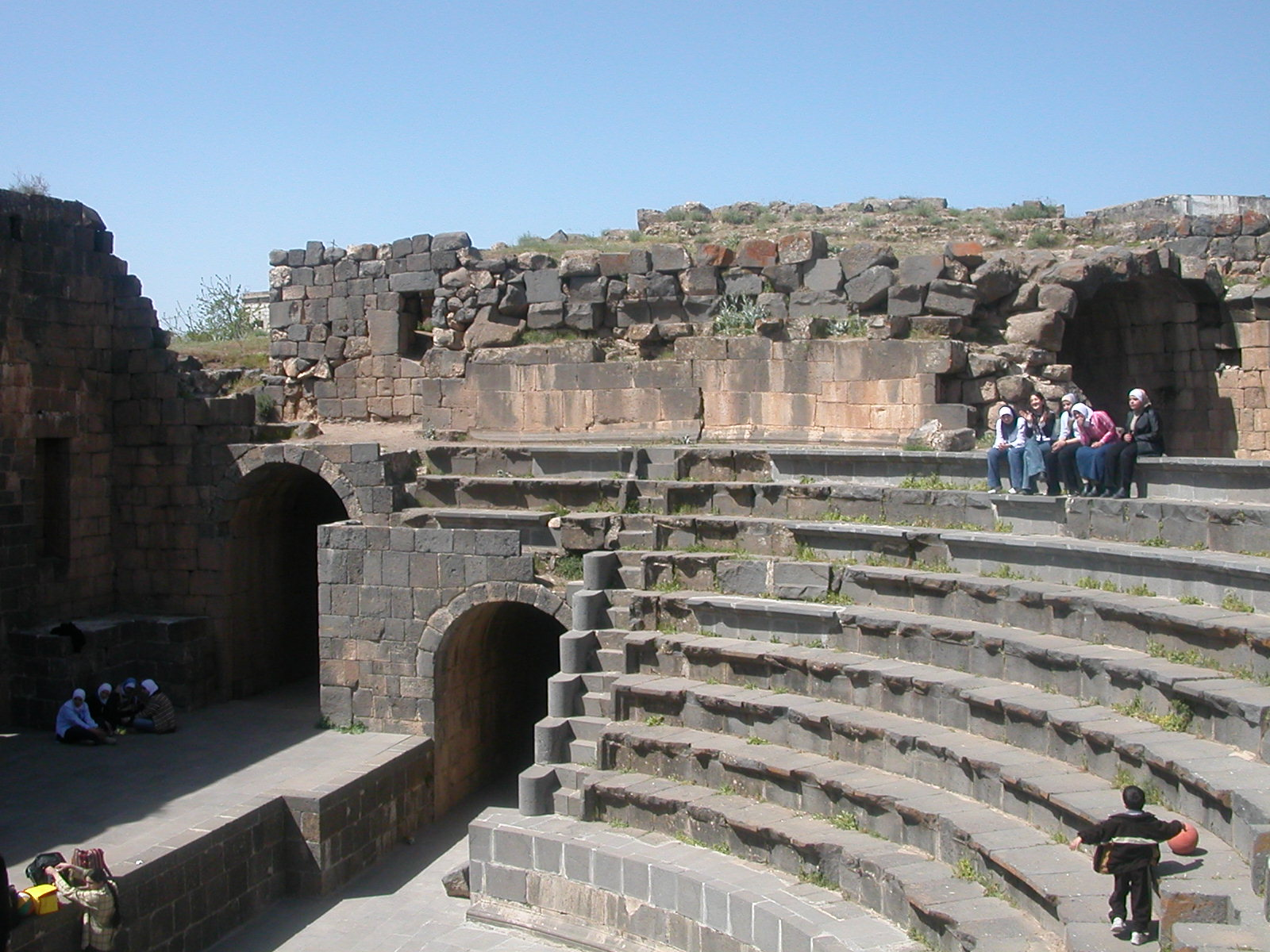
Филипп перестроил родное селение в типичный римский город с театром, термами, римскими дорогами, акведуком. На фото: руины театра в Шахбе

В попытке укрепить свой режим Филипп приложил огромные усилия для поддержки стабильных и хороших отношений с сенатом и с самого начала своего правления он вновь подтвердил старые римские добродетели и традиции. Вскоре после провозглашения императором Филипп переименовал своё родное селение Трахонт в Филиппополь (лат. Philippopolis) и построил там много зданий — театр, стадион, центральную площадь, термы. Кроме того, он даровал городу почётный статус колонии. Филиппополь был фактически заново выстроен по примеру римских городов с кардо и декуманус. Среди храмов можно отметить Филиппейон, посвящённый семье императора.
Новый император испытывал недостаток в финансах, так как он был обязан выплатить дань персам, раздать подарки солдатам, чтобы наградить их за поддержку, а также строительство нового города тоже было дорогостоящим предприятием. После смерти императора строительство в новом городе было остановлено, а запланированное расширение города так и не было закончено. В результате Филипп был вынужден сильно повысить уровень налогообложения, и в то же время он перестал платить племенам, проживавшим к северу от Дуная, субсидии, имевшие важное значение для поддержания мира на дунайских границах. Оба эти решения будут иметь существенное влияние на империю и правление Филиппа. Кроме того, Филипп перечеканивал монеты своего предшественника.
В конце 245 года Филипп был вынужден уехать из Рима, поскольку стабильность на границах, установленная префектом претория Аквилой Тимесифеем, была разрушена сразу несколькими событиями: смертью Аквилы, поражением Гордиана III на востоке и решением Филиппа прекратить выплату субсидий. Племя карпов двинулось через Дакию, затем пересекло Дунай и неожиданно появилось в Мёзии, откуда оно угрожало Балканам. Ни Севериан, ни военачальники Мёзии не смогли остановить захватчиков. Прибыв в балканские провинции, император сделал своей ставкой фракийский город Филиппополь, после чего он сильным ударом отбросил карпов за Дунай и долго преследовал их в Дакии. К лету 246 года Филипп одержал над ними решительную победу и получил титул «Карпийский Величайший». По словам Зосима, карпы бежали после атаки отрядов мавров, служивших Риму. Присутствие Филиппа в Дакии в 246 году подтверждают монеты, где есть надписи, провозглашавшие новую эру в истории провинции; а другой принятый им титул «Германский Величайший» указывает на то, что, вероятно, на рейнской границе были одержаны победы над варварами. Тем временем армянский царь Трдат II отказался признать власть Сасанидов и в 245 году война с Персией вспыхнула снова.
Тем не менее, Филипп вернулся в Рим в августе 247 года, где он потратил много денег на наиболее знаковое событие своего правления — Секулярные игры, проводилившиеся в честь тысячелетия основания Рима. Это торжество праздновалось в апреле 248 года, так как по традиции считается, что столица была основана 21 апреля 753 года до н. э. первым римским царём Ромулом. По свидетельству современников, праздник был очень роскошным и включал в себя театральные представления во всём городе и игрища. В Колизее проводились бои с участием множества диких зверей — бегемотов, леопардов, львов, жирафов и одного носорога, предназначавшихся ещё Гордианом III для празднования своего триумфа над персами, более тысячи гладиаторов погибли вместе с этими животными. Это событие было также описано в нескольких сочинениях, в том числе в труде римского историка Гая Азиния Квадрата «История тысячи лет», специально подготовленном к юбилею. Римским жителям раздали субсидии в виде специальных монет с надписью Вечность Императору (лат. Aeternitas Augustorum). В тот год император назначил своего сына августом и соправителем.
Также Филипп предпринял серьёзный шаг, чтобы предотвратить злоупотребления казначеев. Были введены законы против гомосексуальности, кастрации и мужской проституции, к которым император относился неприязненно. 78 эдиктов Филиппа в несколько переработанном виде впоследствии вошли в Кодекс Юстиниана, три в Кодекс Грегориана.

## Падение

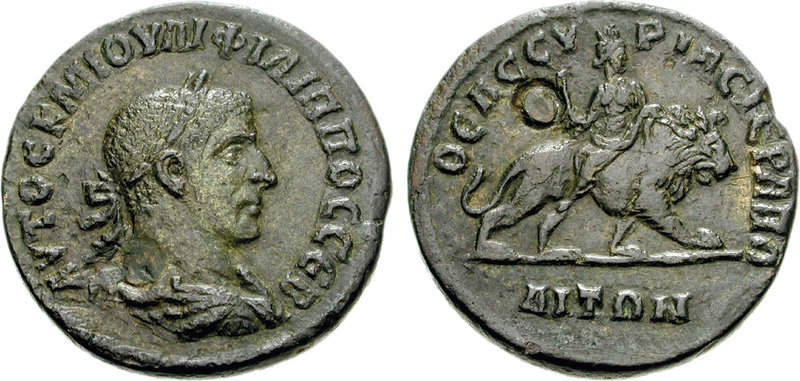
Монета с портретом Филиппа Араба

Несмотря на праздничную атмосферу, в провинциях было много проблем. В конце 248 года легионы Паннонии и Мёзии, недовольные результатом войны против карпов, восстали и провозгласили своего военачальника Тиберия Клавдия Пакациана императором, который чеканил монеты с надписями «Вечному Риму — тысяча лет и один год». Беспорядок, возникший после этого, дал возможность квадам и других германским племенам напасть на Паннонию и её разграбить. В то же время готы во главе со своим королём Остроготой вторглись в Мёзию и Фракию через дунайскую границу и осадили крупный город Маркианополь. Кроме того, карпы, ободрённые готским вторжением, возобновили свои нападения на Дакию и Мёзию из-за того, что император прекратил ежегодные выплаты им. Между тем, на Востоке Марк Фульвий Иотапиан, считавший себя потомком Александра Севера, поднял восстание среди населения в ответ на большие налоги, введённые братом Филиппа Гаем Юлием Приском, правившим восточными провинциями, и его деспотические методы правления. Два других малоизвестных узурпатора, Силбаннак и Спонсиан, поднимали восстания, длившиеся непродолжительное время и окончившиеся неудачей.
После этих событий Филипп выступил в сенате и после долгой речи заявил, что собирается отречься от престола. После этого в зале воцарилась тишина, которую прекратил префект претория Деций Траян, заявивший императору, что Пакациан не имеет достаточного опыта для правления империей и вскоре погибнет от рук своих же людей. В самом деле его пророчество сбылось, и Иотапиан умер той же смертью. Филипп, который был сильно впечатлён его поддержкой, направил Деция с армией в Паннонию и Мёзию и сместил Севериана, который потерпел поражение от варваров. Это назначение имело двойную цель: подавление восстания Пакациана, а также отражение варварских вторжений.
Кроме того, Децию удалось подавить восстание и восстановить порядок и дисциплину в армии. В результате префект претория был провозглашён императором дунайской армией весной 249 года, после чего сразу же двинулся на Рим. Но даже прежде, чем он покинул вверенные ему провинции, ситуация для Филиппа в этом регионе складывалась трудная. Финансовые трудности заставили его понизить вес антониниана, беспорядки начали происходить в Египте, вызванное в результате этого нарушение поставки пшеницы в Рим подорвало поддержку Филиппа в столице. Хотя Деций пытался прийти к соглашению с Филиппом и говорил ему, что принял власть не по своему желанию, император, несмотря на болезнь, выступил с армией и встретился с узурпатором близ Вероны летом 249 года. Деций выиграл битву, и Филипп был убит либо во время сражения, либо его убили собственные солдаты в угоду новому правителю. Иоанн Антиохийский сообщал, что битва происходила у македонского города Верия. Одиннадцатилетний сын Филиппа был убит в лагере преторианцами, о дальнейшей судьбе Приска ничего неизвестно. По сообщению Евтропия, после смерти Филипп был обожествлён. Эта версия дискутируется в историографии, существуют и другие версии. Так, Кристиан Корнер считает, что Филипп был подвергнут проклятию памяти. Надписей с посвящением божественному Филиппу не найдено.
Филипп I Араб остаётся загадочной фигурой, потому что разные авторы оценивали его правление с самых разнообразных точек зрения. Христианские авторы эпохи Поздней античности хвалили человека, который, по их мнению, был первым римским императором-христианином. Языческие историки видели в Филиппе нерешительного, коварного и слабого правителя. Отсутствие детального описания правления Филиппа Араба делает любой анализ весьма спекулятивными. Тем не менее, провинциальная и административная политика Филиппа представляет собой продолжение политики эпохи династии Северов. Его карьеру можно сравнить с карьерой Макрина, провинциала из всаднического рода, который за четверть века до этого, будучи также префектом претория, стал императором. В борьбе за сохранение законности Филипп столкнулся с восстаниями и переворотами в нескольких уголках империи. Он был в состоянии преодолеть эти проблемы в течение половины десятилетия. Империя в принципе оставалась устойчивой и стабильной во время его правления. Великие потрясения III века были ещё впереди.

## Религиозные убеждения
Последующие христианские авторы приписывали Филиппу приверженность христианству. Этот факт впервые был упомянут Евсевием Кесарийским в его «Церковной истории». Евсевий считал, что Филипп был первым императором-христианином:

Рассказывают, что он [Филипп] был христианином и захотел в последнюю предпасхальную всенощную помолиться в Церкви вместе с народом, но тамошний епископ разрешил ему войти только после исповеди и стоять вместе с кающимися на отведённом для них месте. Не сделай он этого, епископ не допустил бы его по множеству взводимых на него обвинений. Говорят, что Филипп сразу же согласился и на деле доказал, что он искренне благочестив и боится Бога.

Евсевий также сообщал, что христианские учителя и апологет Ориген писали одно письмо Филиппу, а другое его жене Отацилии Севере.
В христианских текстах говорится о том, что Филипп не приносил языческих жертвоприношений во время празднования тысячелетия Рима, более поздние источники утверждали, что император и его сын приняли христианскую веру по дороге к празднику.
По ряду признаков (чеканка монет с языческими символами, обожествление отца и т. д.) Филипп не был христианином, однако и о гонениях на христиан в правление Филиппа нет достоверных упоминаний. Император не сделал никаких улучшений в правовом статусе христиан. Более того, о предполагаемом приверженстве христианству нет упоминаний ни у одного нехристианского автора. По всей видимости, эти настроения были навеяны резким контрастом между религиозными политиками Филиппа и его преемника Деция Траяна. По легенде, святой Квирин Римский был сыном Филиппа Араба.